# Hermitage (Berkshire)
Hermitage – wieś w Anglii, w hrabstwie ceremonialnym Berkshire, w dystrykcie (unitary authority) West Berkshire. Leży 21 km na zachód od centrum miasta Reading i 80 km na zachód od centrum Londynu. W 2001 miejscowość liczyła 1154 mieszkańców.